# Герой
Герой в общия смисъл е личност, която в поведението си проявява изключителни качества и способности. Понятието „герой“ има оценъчен смисъл и се дава на хора, които действат не в своя полза, а в полза на обществото. По-частно разбиране за герой в този смисъл е „национален герой“.
В художествен контекст, например в литературата или оперната музика, „герой“ се нарича всяко лице, вземащо участие в действие и играещо определена роля. Както в общественото виждане на думата в изкуството също може да се влага оценъчен смисъл – „положителен герой“ или „отрицателен герой“.

## Древна Гърция
В Древна Гърция съществуват свидетелства за култ към героите. В древногръцката митология и епос героят фигурира наравно с боговете, но се различава от тях по това, че е смъртен. Опитите на героя или неговите родители той да получи безсмъртие са един от устойчивите сюжети в митовете. Например Тетида се опитва да закали Ахил с огън, а Деметра – Демофонт.
Обожествени герои, които са успели да получат безсмъртие, са:
- Херкулес
- Асклепий
- Полидевк

Повечето от героите са воини, които се борят с древни чудовища или един с друг, като сред тях се отличава Херкулес. Най-ранното поколение герои, като Персей, Девкалион, Тезей и Белерофонт имат много общи черти с Херкулес. Подобно на него, техните подвизи са самотни, фантастични и граничат с приказната история, когато убиват чудовища като Химера и Медуза. С развитието на древногръцката култура освен традиционно воинските качества, героите започват да придобиват нови способности – мъдрост, музикално дарование или хитрост. Има герои-прорицатели (Тирезий, Амфиарай, Калхант, Трофоний, Мопс, Бранх от Милет, Идмон), герои-майстори (Дедал, Зет и Амфион), герои-музиканти (Орфей, Лин), законодатели (Тезей). Своеобразна роля играе Одисей, герой-хитрец.
Епохата на героите включва величествените събития около Херкулес, които са в нейната зора, похода на аргонавтите и Троянската война, която приблизително маркира края на героичната епоха. След нея започва векът на обикновените хора (желязната епоха). Като последен древногръцки герой Павзаний посочва полулегендарния Клеомед от Астипалея (5 век пр.н.е.).